# Monica Ell
Monica Ell est une femme politique canadienne.
Elle est élue députée de la circonscription d'Iqaluit Ouest à l'Assemblée législative du Nunavut lors de l'élection partielle du lundi 12 septembre 2011.
Avant son élection, elle dirigeait l'Inuit Broadcasting Corporation.